# Oteana aorai
Oteana aorai är en insektsart som beskrevs av Hoch 2006. Oteana aorai ingår i släktet Oteana och familjen kilstritar. Inga underarter finns listade i Catalogue of Life.